# Ultrasound
Ultrasound ist ein Science-Fiction-Drama mit Mystery-Elementen von Rob Schroeder, das im Juni 2021 beim Tribeca Film Festival seine Premiere feierte.

## Handlung
Als Glen spät in der Nacht während eines heftigen Regensturms nach Hause fährt, bleibt er mit seinem Auto liegen. Er entdeckt ein Haus in der Nähe, klopft an die Tür und wird von einem freundlichen Mann mittleren Alters namens Arthur und seiner jüngeren Frau Cyndi begrüßt. Nachdem sie ihm einen Drink nach dem anderen eingeschenkt haben, machen sie ihm ein ungewöhnliches Angebot.

## Produktion
Bei Ultrasound handelt es sich um das Regiedebüt bei einem Spielfilm von Rob Schroeder. Das Drehbuch schrieb Conor Stechschulte.
Die Filmmusik komponierte Zak Engel. Das Soundtrack-Album mit insgesamt 28 Musikstücken wurde Anfang November 2022 veröffentlicht.
Die Weltpremiere erfolgte am 15. Juni 2021 beim Tribeca Film Festival. Im August 2021 wird der Film beim Fantasia International Film Festival vorgestellt.

## Rezeption

### Kritiken
Von den bei Rotten Tomatoes erfassten Kritiken sind 79 Prozent positiv.

### Auszeichnungen
Fantasia International Filmfestival 2021
- Auszeichnung als Zweitplatzierter beim Publikumspreis der Filme im internationalen Wettbewerb[5]